# Ruj

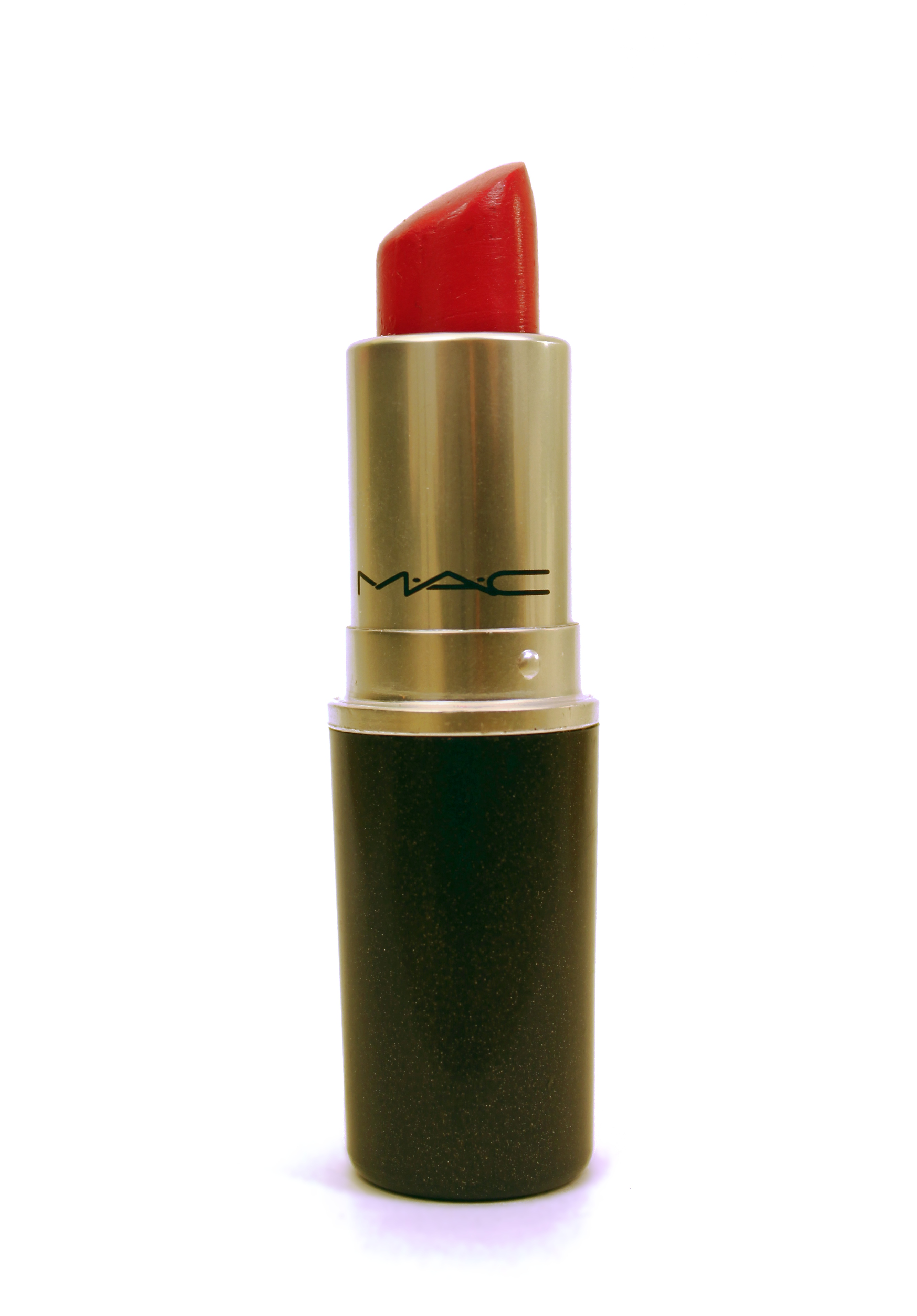
Un tub de ruj.

Ruj este un produs cosmetic ce conține pigmenți, uleiuri, ceruri și emoliente ce aplică culoare, textură și protecție pentru buze.
În general, rujul este folosit doar de femei. Utilizarea rujului datează din timpuri medievale.

## Compoziție
Rujul este compus din câteva elemente esențiale, cum ar fi substanța de bază, aditivi, coloranți și arome. 
- Ceara este un ingredient crucial care determină forma rujului și îi conferă rezistență și plasticitate. La început, producerea rujului folosea ceara naturală de albine, dar aceasta este un alergen puternic, la fel ca mierea și alte produse apicole. În prezent, rujurile de calitate superioară sunt fabricate de cele mai multe ori cu ceară naturală derivată din plante, cum ar fi ceara de carnauba sau ceara de candelilla. Aceste cearuri sunt la fel de eficiente ca și ceara de albine, dar sunt mai puțin alergenice și mai bine tolerate de către majoritatea persoanelor.

- Uleiurile joacă un rol important în producerea rujului, iar uleiul de ricin este cel mai utilizat. Un avantaj major al acestui ulei este rezistența la oxidare, ceea ce îl face potrivit pentru utilizarea în produse cosmetice. În plus, producătorii de rujuri folosesc alte uleiuri, cum ar fi uleiul de nucă de cocos și untul de shea, în cantități mai mici, fie pentru proprietățile lor hidratante, fie pentru textura pe care o oferă.

- În ceea ce privește coloranții, carminul a fost primul pigment folosit în istoria rujurilor. Acesta poate varia în culoare, de la un gri deschis până la un violet intens. În prezent, există multe alte opțiuni de coloranți disponibile pentru producerea rujurilor, inclusiv pigmenți sintetici și naturali extrasi din plante.
- În rujuri, aditivii joacă un rol important în îmbunătățirea performanțelor cosmeticelor. Printre cei mai comuni aditivi se numără vitaminele A și E, care au proprietăți antiinflamatorii și pot ajuta la menținerea sănătății buzelor. De asemenea, sunt adăugate uleiuri vegetale, extracte și filtre de protecție solară pentru a oferi beneficii suplimentare pielii buzelor. Pentru a prelungi durata de viață a produsului, antioxidanții și conservanții sunt adăugați întotdeauna la baza de grăsime a rujului. Rujurile moderne conțin, de asemenea, componente filmogene, polimeri și derivați de silicat care îi conferă un aspect lucios și o durabilitate mai mare. Aceste ingrediente formează un strat subțire pe pielea buzelor, asigurând stabilitatea și protejând împotriva pierderii de umiditate.
- Pentru a îmbunătăți experiența utilizatorului, se adaugă, de asemenea, arome pentru a ascunde mirosul materiei prime a rujului și pentru a conferi produsului un parfum plăcut.

## Istoria
Rujul a fost folosit pentru prima dată în Mesopotamia în urmă cu aproximativ 5.000 de ani.  Era cunoscut și în Egiptul Antic unde egiptenii antici purtau ruj pentru a arăta statutul social mai degrabă decât sexul. Ei extrăgeau colorantul roșu din fucus-algin, 0,01% iod și puțin manit de brom, dar acest colorant ducea la boli grave. Rujurile cu efecte strălucitoare au fost realizate inițial folosind o substanță perlată găsită în solzii de pește. Femeile egiptene preferau rujurile în nuanțe închise.
Din Egipt, rujul a ajuns în Grecia Antică și apoi la Roma. Cu toate acestea, în aceste țări existau atât susținători, cât și oponenți ai rujului. Unul dintre principalii oponenți a fost celebrul Claudius Galenus. Galenus nu era împotriva produselor cosmetice, el încerca doar să le avertizeze pe femei împotriva folosirii unor produse cosmetice periculoase. Acest lucru se datora faptului că, la acea vreme, rujul conținea pigmenți care erau otrăvitori (miniu de plumb, ⁣cinabru). Cu toate acestea, femeile au continuat să folosească rujul.
Femeile din vechea civilizație a Văii Indului au folosit bucăți dreptunghiulare de ocru cu capetele bizotate ca ruj. Kamasutra descrie colorantul de buze făcut din lac roșu și ceară de albine și metoda prin care era folosit.
Chinezii confecționau rujuri care erau făcute din ceară de albine în urmă cu peste 1.000 de ani pentru a proteja pielea delicată a buzelor. În timpul dinastiei Tang (618-907 d.Hr.), li s-au adăugat uleiuri parfumate, ceea ce a conferit gurii un factor seducător.
În Australia, fetele aborigene își vopseau gura în roșu cu ocru pentru ritualurile de pubertate.
În anul 1883, la Expoziția Mondială de la Amsterdam, parfumerii francezi au prezentat un produs revoluționar: un ruj în formă de creion, împachetat în hârtie de mătase. Această inovație a fost un succes imediat, iar popularitatea sa a fost consolidată de actrița de origine franceză Sarah Bernhardt. Aceasta a fost prima care a îmbrățișat această "mare descoperire a secolului al XIX-lea" și i-a dat numele de "stylo d'Amore" (în franceză, "stick de dragoste").
Primul ruj comercializat a fost "Ne m'oubliez pas" (în franceză, "Nu mă uita"), lansat în anul 1884. Acesta era un ruj roz, pe bază de ceară, vândut într-o cutie echipată cu un mecanism cu piston, care permitea utilizarea produsului în totalitate. Cutia avea blocuri interschimbabile[9].
Primul ruj în tub a fost creat de faimosul brand Guerlain. Acesta a devenit popular în întreaga lume datorită practicității sale. În Statele Unite ale Americii, în anul 1915, a fost lansat primul ruj în ambalaj metalic, ceea ce a declanșat un adevărat "boom al rujurilor". Această inovație a făcut produsul mult mai accesibil și mai ușor de utilizat.
În anul 1920, Helena Rubinstein a lansat primul tub de ruj, numit Valaz Lip-Listre. Rujul de buze produs de Rubinstein a fost o adevărată inovație - până atunci, doar femeile cu venituri mari își permiteau să cumpere astfel de produse cosmetice. Valaz Lip-Listre a fost un produs democratic, disponibil la prețuri accesibile, de câțiva dolari. În anii '30, Hazel Bishop, fondatoarea brandului de produse cosmetice cu același nume, a creat încă o inovație revoluționară - rujul rezistent la sărut.
În 1949, în Statele Unite ale Americii au fost construite primele mașini care produceau rujul în forma sa actuală, în tuburi de metal sau plastic. Această inovație a permis o producție în masă și a dus la o creștere exponentială a popularității rujurilor de buze.